# Beta Columbae
Beta Columbae (β Col, Wazn) – druga co do jasności gwiazda w gwiazdozbiorze Gołębia. Znajduje się około 87 lat świetlnych od Słońca.

## Nazwa
Tradycyjna nazwa gwiazdy, Wazn, wywodzi się od arabskiego ‏وزن‎ al wazn, co oznacza „waga”. Nazwa ta była odnoszona także do Alfa Centauri i Delta Canis Majoris. Obecnie Międzynarodowa Unia Astronomiczna zaleca użycie tej nazwy wyłącznie dla Beta Columbae, zaś Delta Canis Majoris nosi podobną nazwę Wezen, o tym samym pochodzeniu.

## Charakterystyka
Beta Columbae jest pomarańczowym olbrzymem, należącym do typu widmowego K. Rozpoczęła życie jako biała gwiazda typu widmowego A, obecnie ma około dwa miliardy lat i prowadzi syntezę helu w jądrze. W przyszłości zakończy życie jako biały karzeł. Gwiazdę wyróżnia duża prędkość ruchu; w odróżnieniu od typowych gwiazd halo galaktycznego, stanowiących większość gwiazd szybko przebiegających przez dysk galaktyczny, ma ona metaliczność większą niż Słońce.